# Clive Rowlands
Clive Rowlands (Upper Cwmtwrch, Gales; 14 de mayo de 1938 – 29 de julio de 2023) fue un jugador y entrenador de rugby británico que jugó en la posición de Scrum.

## Carrera

### Club
| Periodo   | Club          |
| --------- | ------------- |
| 1956-1958 | Cwmtwrch RFC  |
| 1958-1962 | Abercrave RFC |
| 1962-1963 | Pontypool RFC |
| 1963-1965 | Llanelli RFC  |
| 1965-1967 | Swansea RFC   |

### Selección nacional
Jugó para Gales en 14 ocasiones de 1963 a 1965 y anotó tres puntos, ganó el Torneo de las Cinco Naciones en dos ocasiones consecutivas en tres ediciones jugadas.

### Entrenador
| Periodo   | Club                           |
| --------- | ------------------------------ |
| 1968-1974 | Gales                          |
| 1986-1989 | Leones Británicos e Irlandeses |

## Tras el retiro
En 1989 ocupó el cargo de presidente de la Unión Galesa de Rugby de 1989 a 1990, cargo que dejó luego de enfermar de cáncer. Luego de superar el cáncer pasó a ser maestro y realizó donaciones para organizaciones contra el cáncer. Luego le fue otorgada la Orden del Imperio Británico.

## Logros

### Jugador
- Torneo de las Cinco Naciones (2): 1964, 1965

### Entrenador
- Torneo de las Cinco Naciones (3): 1969, 1971, 1973